# Saint-Privat-d’Allier
Saint-Privat-d’Allier község Franciaország Auvergne-Rhône-Alpes régiójában, Haute-Loire megyében. 2017. január 1-jén a korábbi Saint-Privat-d’Allier és Saint-Didier-d’Allier község egyesült. Az így létrejött új község átvette (megtartotta) a korábbi Saint-Privat-d’Allier nevet. Az egyesüléskor az új község lélekszáma 426 fő volt.
Lakosainak száma 397 fő (2022. január 1.). Saint-Privat-d’Allier Le Vernet, Vergezac, Saint-Bérain, Saint-Jean-de-Nay, Bains és Monistrol-d’Allier községekkel határos.

## Népesség
A település népessége az elmúlt években az alábbi módon változott:
| Lakosok száma | 416  | 410  | 398  | 398  | 397  | 397  | 397  | 397  |
|               | 2014 | 2015 | 2017 | 2018 | 2019 | 2020 | 2021 | 2022 |